# Lijst van coaches van het Nederlands korfbalteam
Dit is een lijst van coaches van het Nederlands korfbalteam.

## De Bondscoach
Bondscoach (van het Nederlands korfbalteam) is de gebruikelijke naam voor de hoofdcoach van het Nederlands korfbalteam dat Nederland vertegenwoordigt tijdens internationale toernooien en wedstrijden.
In totaal zijn er 7 verschillende bondscoaches geweest, vanaf 1962.

## De Bondscoaches
| Periode      | Nationaliteit | Bondscoach             | Dienstjaren | Medailles   | Gecoachte toernooien | extra info |
| ------------ | ------------- | ---------------------- | ----------- | ----------- | --- | --- |
| 2024 - heden | NED           | Ard Korporaal          | -           | -           | - | geen |
| 2020 - 2023  | NED           | Jan Niebeek            | 3           | 3 x         | EK 2021, World Games 2022, WK 2023                                                                                           | geen |
| 2014 - 2020  | NED           | Wim Scholtmeijer       | 6           | 6 x         | EK 2014, WK 2015, EK 2016, World Games 2017, EK 2018, WK 2019                                                                | het EK 2020 zou zijn laatste toernooi zijn, maar dit toernooi werd vanwege COVID-19 verplaatst naar 2021                                   |
| 2000 - 2014  | NED           | Jan Sjouke van den Bos | 14          | 10 x        | World Games 2001, EK 2002, WK 2003, World Games 2005, EK 2006, WK 2007, World Games 2009, EK 2010, WK 2011, World Games 2013 | verloor in 14 jaar slechts 1 wedstrijd |
| 1999 - 2000  | NED           | Freek Keizer           | 1           | geen        | geen | aangesteld als interim bondscoach, in eerste instantie voor slechts 2 interlands                                                           |
| 1996 - 1999  | NED           | Jan Hof                | 3           | 3 x         | World Games 1997, EK 1998, WK 1999                                                                                           | geen |
| 1993 - 1996  | NED           | Harry Dassen           | 3           | 1 x         | WK 1995 | geen |
| 1978 - 1993  | NED           | Ben Crum               | 15          | 6 x & · 1 x | WK 1978, WK 1984, World Games 1985, WK 1987, World Games 1989, WK 1991, World Games 1993                                     | in 1985 werd Crum ontslagen vanwege een conflict met de bond. Aart Schalk nam het tijdelijk over. Crum mocht na 3 maanden weer terug komen |
| 1962 - 1978  | NED           | Adri Zwaanswijk        | 16          | geen        | geen | geen |